# Лагумджия, Златко
Златко Лагумджия (родился 26 декабря 1955 года, Сараево) — боснийский политик и академик. Председатель Социал-демократической партии Боснии и Герцеговины. В настоящее время — министр иностранных дел в Совете Министров Боснии и Герцеговины.

## Образование
Златко Лагумджия получил аттестат о среднем образовании в составе программы обмена студентами в Аллен Парк, штат Мичиган в 1973 году. Его последующее образование на электротехническом факультете в Университете Сараево, где он получил звание инженера в 1977 году, звание магистра в 1981 году и докторскую степень в 1988 году в области компьютерных наук и электротехники. В 1989 году, он сделал докторские исследования в Университете Аризоны в Департаменте информационных систем управления и Центра управления информацией.